# Oranjeborstvliegenvanger
De oranjeborstvliegenvanger (Ficedula dumetoria) is een zangvogel uit de familie van vliegenvangers (Muscicapidae). Het is een gevoelige vogelsoort uit de ondergroei van tropische bergbossen. De soort werd in 1864 door Alfred Russel Wallace beschreven. 

## Kenmerken
De vogel is 11 tot 12 cm lang en weegt 7 tot 12 g. Het is een kleine soort vliegenvanger met een relatief grote snavel. Het mannetje heeft een witte wenkbrauwstreep die bij de ondersoort F. d. dumetoria opvallend lang is, maar bij de ondersoort F. d. muelleri korter is; daar begint de wenkbrauwstreep pas achter het oog. De vogel is van boven zwart met een witte vleugelstreep. Van onder is de vogel oranje op de borst en verder naar de buik toe wit. Het vrouwtje is van boven olijfbruin en mist de vleugelstreep en wenkbrauwstreep.

## Verspreiding en leefgebied
Deze soort komt voor op het schiereiland Malakka, Java, Sumatra, Borneo en de Kleine Soenda-eilanden en telt twee ondersoorten:
- F. d. dumetoria: Java en de Kleine Soenda-eilanden.
- F. d. muelleri: Schiereiland Malakka, Sumatra en Borneo.

Het leefgebied bestaat uit de ondergroei van vooral bamboe in montaan tropisch bos. In Malakka vanaf 1200 m boven zeeniveau, maar op de overige Soenda-eilanden veel lager, zoals op Lombok waar de vogel voorkomt tussen de 500 en 1400 m boven zeeniveau.

## Status
De grootte van de populatie is niet gekwantificeerd. Het leefgebied wordt aangetast door ontbossingen die op grote schaal plaatsvinden binnen het hele verspreidingsgebied. De vogel is echter betrekkelijk tolerant voor verstoring. Om deze redenen staat de oranjeborstvliegenvanger als gevoelig op de Rode Lijst van de IUCN.